# Bradina porphyroclista
Bradina porphyroclista là một loài bướm đêm trong họ Crambidae.